# Satyrus ferulaeformis
Satyrus ferulaeformis är en fjärilsart som beskrevs av Ruggero Verity 1927. Satyrus ferulaeformis ingår i släktet Satyrus och familjen praktfjärilar. Inga underarter finns listade.